# 팔랑나비붙이과
팔랑나비붙이과(Hyblaeidae)는 나비목에 속하는 곤충과의 하나이다. 팔랑나비붙이상과(Hyblaeoidea)의 유일한 나방 과이며, 2개 속에 약 18종으로 이루어져 있다. 때로는 명나방상과에 포함시켜 분류하기도 한다. 그러나 이 과의 분류학적 위치는 현재 불확실한 상태에 있으며, 옵텍토메라류로 분류하고 있다. 수컷은 뒷다리에 특수한 "꼬리털"을 갖고 있다(Dugdale et al., 1999).
팔랑나비붙이속(Hyblaea)은 구세계 열대 지역에 토로네속(Torone)은 신열대구 지역에 분포한다. 모충의 숙주 식물은 능소화과와 마편초과의 거의 모든 식물, 홍수림의 일종인 홍수림붙이과와 홍수림 나무인 홍수과 그리고 아주 극소수의 다른 과들이 잘 알려져 있다.

## 속
- Erythrochrus
  - Erythrochrus bicolor
  - Erythrochrus hyblaeiodes
  - Erythrochrus notabilis
- 팔랑나비붙이속 (Hyblaea)
  - Hyblaea aureola
  - Hyblaea esakii
  - 팔랑나비붙이 (Hyblaea fortissima)
  - Hyblaea puera
  - Hyblaea vasa
- ? 토로네속(Torone)